# Peter Maas
Peter Maas (New York, 27 giugno 1929 – New York, 23 agosto 2001) è stato un giornalista e scrittore statunitense, noto per aver scritto nel 1973 la biografia dell'agente di polizia Frank Serpico.

## Biografia
Cresciuto nel Connecticut, si laurea all'Università Duke e scrive per le riviste Look, The Saturday Evening Post e New York.
Nel 1969 pubblica il bestseller The Valachi Papers, una storia di mafia ripercorsa in tre decenni, recensito dal New York Times Book Review come una storia appassionante e al contempo informativa, affascinante come la narrativa.. In Italia è stato edito per la prima volta da Arnoldo Mondadori Editore col titolo La mela marcia e ripubblicato successivamente da Castelvecchi con il titolo Il dossier Valachi.  Dal libro è stato tratto un film per la regia di Terence Young, Joe Valachi - I segreti di Cosa Nostra (1972), con Charles Bronson.
Nel 1973 scrive la biografia di Frank Serpico, un poliziotto italo-americano che denunciò la corruzione diffusa all'interno del dipartimento di polizia di New York. Dal libro è stato tratto il film Serpico diretto da Sidney Lumet e interpretato da Al Pacino.

## Opere
- 1967—The Rescuer: The Extraordinary Life of the Navy's "Swede" Momsen and His Role in an Epic Submarine Disaster. ASIN B000IDBZ58 (parti di questo libro sono riprese in The Terrible Hours)
- 1968—The Valachi Papers ISBN 0-399-10832-7[3] (con il titolo La mela marcia, a cura di Carlo Fruttero e Franco Lucentini, Milano: A. Mondadori, 1970; con il titolo Il dossier Valachi : confessioni di un killer di mafia, traduzione di F. Corbelli, Roma, Castelvecchi, 2012)
- 1973—Serpico ISBN 0-670-63498-0 (Serpico, traduzione di Francesco Saba Sardi, Milano, Rizzoli, 1973; poi Roma, Castelvecchi, 2011)
- 1974—King of the Gypsies ISBN 0-670-41317-8 (Il re degli zingari, traduzione di Bruno Oddera, Milano, Rizzoli, 1976
- 1979—Made in America: A Novel ISBN 0-670-44555-X (Made in America, traduzione di Vladimiro Manzini, Milano, Rizzoli, 1980)
- 1983—Marie: A True Story ISBN 0-671-60773-1
- 1986—Manhunt: The Incredible Pursuit of a CIA Agent Turned Terrorist ISBN 0-394-55293-8 (Caccia all'uomo, traduzione di Ettore Capriolo, Novara, Istituto geografico De Agostini, \1987!; poi Milano, Mondadori, 1990)
- 1989—Father and Son: A Novel ISBN 0-671-63172-1 (Il sangue dell'ira, traduzione di Piero Spinelli, Milano, Rizzoli, 1990)
- 1990—In a Child's Name: The Legacy of a Mother's Murder ISBN 0-671-69416-2 (Sulla testa degli innocenti,  traduzione di Paola Merla, Milano, Euroclub, 1994)
- 1994—China White: A Novel ISBN 0-671-69417-0
- 1996—Killer Spy: Inside Story of the FBI's Pursuit and Capture of Aldrich Ames, America's Deadliest Spy ISBN 0-446-60279-5 (Nota: questa è l'edizione economica.)
- 1997—Underboss: Sammy the Bull Gravano's Story of Life in the Mafia ISBN 0-06-018256-3 (L' ombra del padrino, traduzione di Roberto Di Paolo e Chiara Villa, Milano, Armenia, 1998
- 1999—The Terrible Hours: The Man Behind the Greatest Submarine Rescue in History ISBN 0-06-019480-4 (Sommergibile Squalus : ore terribili, traduzione di Gianni Pannofino, Casale Monferrato, Piemme, 2001)